# Dżulbars
Dżulbars (ros. Джульбарс) – pies saperski, specjalnie szkolony do wykrywania min i niewybuchów, uczestnik II wojny światowej po stronie ZSRR. Od września 1944 do sierpnia 1945 roku brał udział w akcjach rozminowywania terenów w Rumunii, Czechosłowacji, Austrii i na Węgrzech. Dżulbars odnalazł 468 min.
Był jedynym psem w Armii Czerwonej odznaczonym w czasie wojny. 21 marca 1945 przyznano mu Medal „Za zasługi bojowe”.
Głównym powodem sławy Dżulbarsa jest jego udział w Defiladzie Zwycięstwa w Moskwie 24 czerwca 1945 roku. Z powodu rany odniesionej dzień wcześniej nie mógłby o własnych siłach maszerować z innymi psami-saperami po placu Czerwonym. Gdy poinformowano o tym Józefa Stalina, ten rozkazał, żeby psa niesiono w czasie defilady na rękach i polecił dostarczyć do jednostki swoją własną kurtkę, na której dowódca 37 Samodzielnego Batalionu Rozminowania, major Aleksandr Mazower, niósł Dżulbarsa.